# مایه‌گذاری
در روانکاوی مایه‌گذاری صرف انرژی روانی بر روی موضوع‌های مختلف، مانند آرزو، خیال، افراد، هدف، فکر، گروه اجتماعی و خویشتن است.